# Hans Schippel
Hans Schippel (* 22. Oktober 1880 in Potsdam; † 20. Mai 1958) war ein deutscher Bankmanager. Er war u. a. Direktor der Reichsbank.

## Leben und Tätigkeit
Nach dem Schulbesuch absolvierte er ab 1900 eine Banklehre beim Schlesischen Bankverein in Görlitz. Anschließend studierte er Rechtswissenschaften und Nationalökonomie an den Universitäten Berlin, Leipzig und Bonn. 1908 wurde er zum Dr. phil. promoviert.
1905 trat Schippel in den Dienst der Reichsbank. Für diese arbeitete er zunächst in Bonn, dann in Stuttgart, Hamburg, Berlin und Lübeck. Von 1919 bis 1925 war Schippel von der Reichsbank als Sachbearbeiter für Währungsfragen und Anleihen ins Reichsfinanzministerium delegiert. Im Staatsdienst wurde Schippel während dieser Jahre nacheinander zum Regierungsrat, Oberregierungsrat und Ministerialrat (1924) befördert. Während seiner Zeit im Finanzministerium war er auch Mitglied des Präsidiums der Reichsschuldenverwaltung und Reichskommissar der Rentenbank.
1926 wurde Schippel zum Leiter der Reichsbankfilialen in Lübeck und Hamburg bestellt.
1931 wurde Schippel die Stellung des Treuhänders der Danatbank übertragen, deren Zusammenbruch infolge der Weltwirtschaftskrise das Übergreifen der Krise auf Deutschland markiert hatte.
Von Juli 1933 bis 1945 war Schippel ordentliches Mitglied des Vorstandes der Dresdner Bank, von 1933 bis 1938 und 1940/1941 im Rang eines Betriebsführers. Zugleich war er um 1941 auch Vorstandsmitglied der Berliner Wertpapierbörse, Vorsitzender des Aufsichtsrates der Frankona Rück- und Mitversicherungs-AG, der Maschinenbau und Bahnbedarf A.G. Berlin und der Wanderer Werke AG Siegmar-Schönau.
1937 trat Schippel in die NSDAP ein.
Wenige Monate nach dem Ende des Zweiten Weltkriegs wurde Schippel im Herbst 1945 von der amerikanischen Besatzungsmacht verhaftet und bis Dezember 1947 in Internierungshaft gehalten.
Von 1952 bis 1957 war Schippel Aufsichtsratsvorsitzender der Hamburger Kreditbank. Von 1957 bis 1958 war er zudem Mitglied des Zentralbeirats der Dresdner Bank. Hinzu kamen einige weitere Aufsichtsratsmandate.
1955 erhielt er das Große Bundesverdienstkreuz.

## Schriften
- Bargeldloser Verkehr, unsere Reichsbank und der Krieg, 1917.